# Водзімоньє
Водзімо́ньє (рос. Водзимонье) — село у Вавозькому районі Удмуртії, Росія.

## Населення
Населення — 668 осіб (2010; 673 в 2002).
Національний склад (2002):
- удмурти — 68 %
- росіяни — 29 %

## Господарство
У селі діє середня школа, дитячий садочок «Усмішка», дільнича лікарня, сільський будинок культури, бібліотека та ветеринарний пункт.
Вулиці — Зелена, Комунальна, Лучна, Нагірна, Радянська, Свободи.